# Елізабет Ней
Елізабет Ней (нім. Elisabeth Ney; 26 січня 1833, Мюнстер — 29 червня 1907, Остін, Техас) — американська скульпторка німецького походження. 

## Життєпис
Народилась в місті Мюнстер, князівство Вестфалія. Мати — Анна Елізабет і її ім'я наслідувала донька. Батько (Йоган Адам Ней) був різьбярем по каменю, і спостереження за його працею полегшило перехід доньки до кар'єри скульптора. Діти в родині, що мала корені у Ельзасі і в Польщі, вмирали. В живих залишився лише брат Елізабет — Фріц. Сама Елізабет доводилась племінницею маршалу Франції, Мішелю Нею. Родина дотримувалась католицького віросповідання.

## Початок кар'єри скульптора
У зв'язку зі смертю дітей, саме Елізабет допомагала в майстерні батька. Так народилось прагнення стати скульптором, про що не бажали чути батьки. Тоді рішуча дівчина як спротив голодувала сім діб, чим зломила волю батьків. 1852 року вона стала першою жінкою в класі скульптури Мюнхенської Академії мистецтв, де тоді навчались виключно чоловіки. 29 липня 1854 р. вона отримала диплом академії і відбула в Берлін, де бажала продовжити навчання у скульптора Христіана Даніеля Рауха.

## Скульптурна студія в Берліні
1857 року Елізабет Ней відкрила скульптурну студію в Берліні. Популярності скульпторки посприяв випадок. Едмунд Монтгомері, коханий Елізабет, умовив позувати для скульптурного портрета німецького філософа Артура Шопенгауера. Портрет визнали вдалим і Елізабет отримала нові замови. Серед її замовників були Якоб Грімм, збирач німецьких казок, Александер фон Гумбольдт, науковець, Ріхард Вагнер, композитор, дами, близькі до артистичного світу (Йоганна Рунге, Козіма фон Бюлов, дружина Вагнера і донька Ференца Ліста). На скульпторку звернули увагу політики, їй позували Отто фон Бісмарк, канцлер Пруссії, король Георг V Ганноверський тощо. Серед творів скульпторки — портрет Джузеппе Гарібальді, володаря думок цілого покоління і національного героя Італії. Так почав виправдовуватись її принцип «Знати великих людей».

## Особливості поведінки

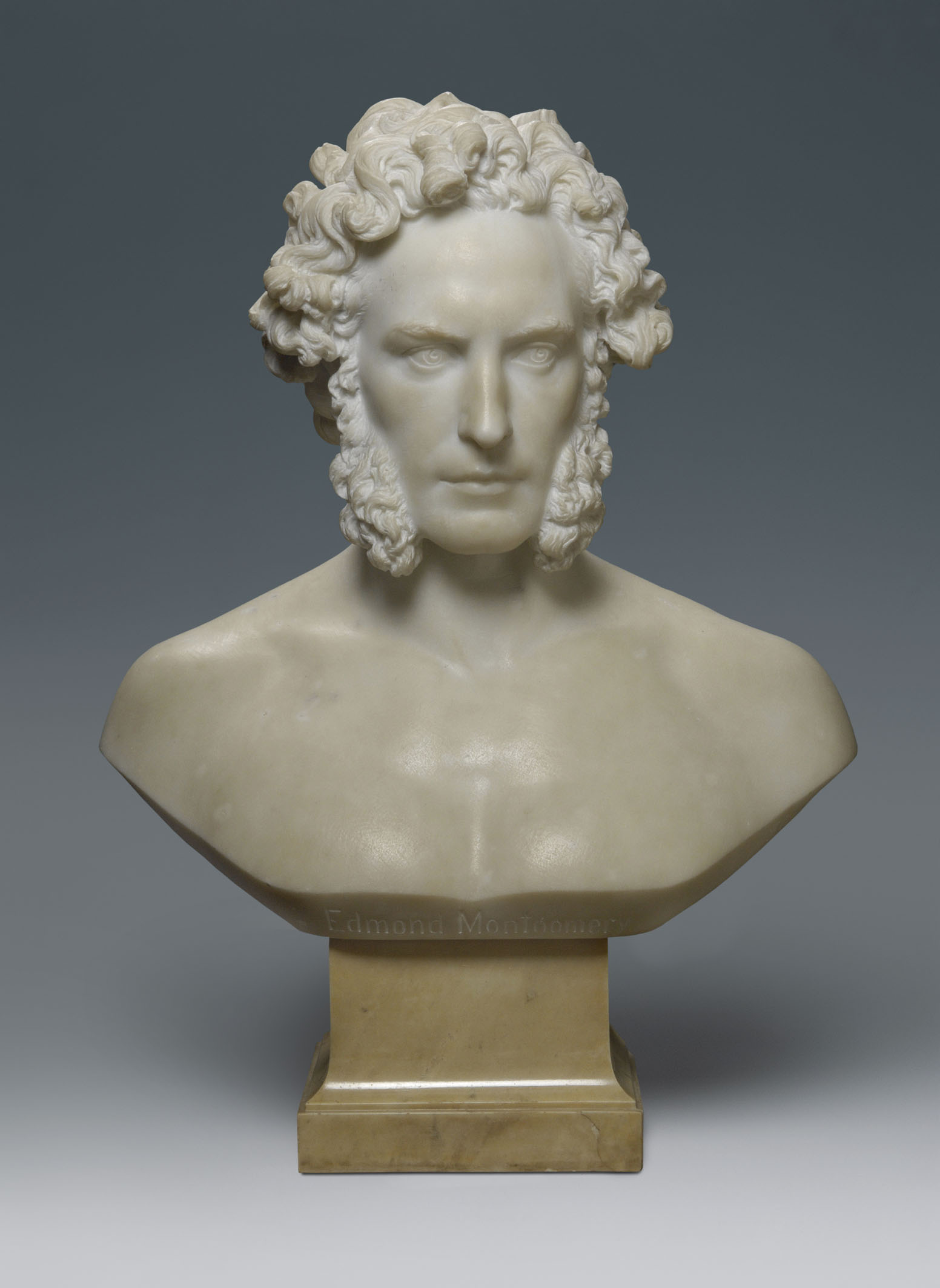
«Едмунд Монтгомері», погруддя, 1863 р.

Життя і діяльність Елізабет Ней припали на період, коли панівні позиції в політичному, суспільному і мистецькому житті посідали чоловіки. Жінкам в Німеччині відвели ролі коханок і матерів великих родин. Винятками були хіба що акторки і співачки. Жодна з цих ролей не підходила для Елізабет Ней, схильної до незалежності і непідкореності панівним стереотипам жіночої поведінки 19 століття. Власну незалежність Елізабет доводила через чоловічу поведінку. Але в портреті художнику Фрідріху Каульбаху 1860 р. Елізабет позувала в жіночій сукні.
Незалежна в поведінці, Елізабет Ней, однак, рахувалась із настановами пізнього німецького класицизму, точного, малоемоційного і поміркованого.
Вона могла носити чоловічий одяг і їздила верхи, як чоловіки. Ігнорувала побут і кухню, задовольнялась простою їжею. Довгий час підтримувала стосунки зі студентом-медиком Едмундом Монтгомері, вихідцем із Шотландії, котрий не дуже обмежував свободу нареченої.

## Еміграція у США

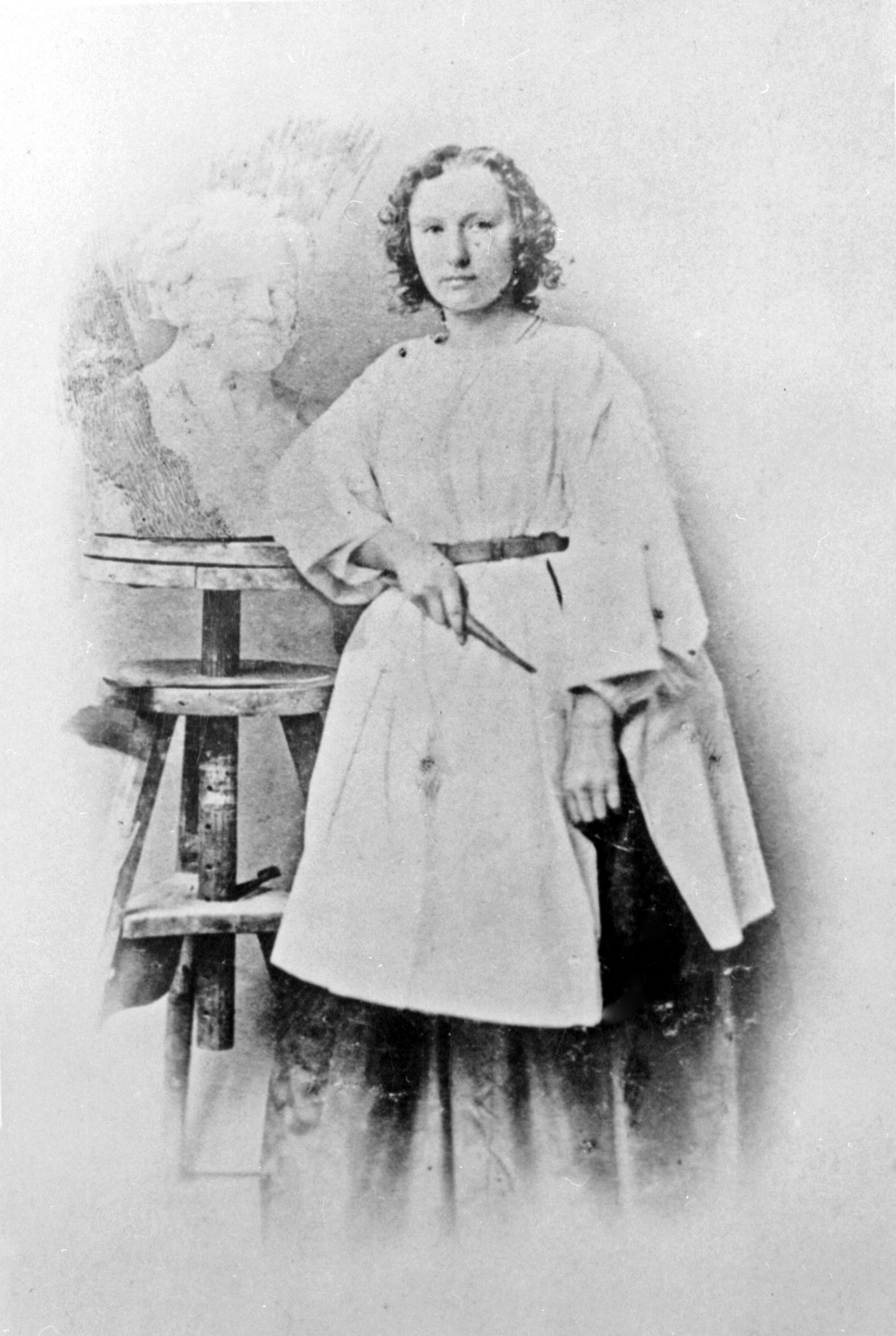
Елізабет Ней (1859)

Елізабет Ней не перша серед німців, що емігрували в Сполучені Штати. У 19 столітті за океан переселились тисячі добропорядних і працьовитих німців у пошуках кращої долі і вирішення важких власних проблем із побутом, із віросповіданням, у пошуках виходу з бідності. Так, був широко відомим німецький квартал в Нью-Йорку.
Ще 1863 року у Едмунда Монтгомері діагностували туберкульоз. Він отримав листа від свого друга барона Карла фон Штралендорфа, котрий перебрався на житло в місто Томасвілл, штат Джорджия разом із новою дружиною Маргарет Елізабет Рассел з Бостона. Барон схвалював нове місто і називав його раєм земним, благодійним для хворих на сухоти.
14 січня 1871 року Елізабет Ней, Едмунд Монтгомері і їх економка емігрували в штат Джорджия для лікування Монтгомері. Вже в Америці Елізабет народила двох синів, Артура (1871—1873) і Лорна (1872—1913).
На початку 1870-х рр. Елізабет Ней запросив в Техас губернатор Оран М. Робертс. 1873 року Елізабет сама перебралась в Техас. Після возз'єднання родини вони придбали земельну ділянку в Liendo Plantation поряд із Гемпседом.
Вона відновила творчу активність в Техасі. На початку 1890-х років вона вибудувала власну студію на півночі від міста Остін і назвала її Формоза. Студія і садиба Формоза згодом стануть центром культурного життя Остіна, серед їх відвідувачів всесвітньо відома балерина Анна Павлова і композитор і піаніст Ігнацій Ян Падеревський. Серед творів техаського періоду — «Леді Макбет», за п'єсою Шекспіра, надгробок генерала Альберта Сідні Джонстона, погруддя і фігури в повний зріст Сема Хьюстона і Стефана Остіна.

## Смерть, увічнення пам'яті

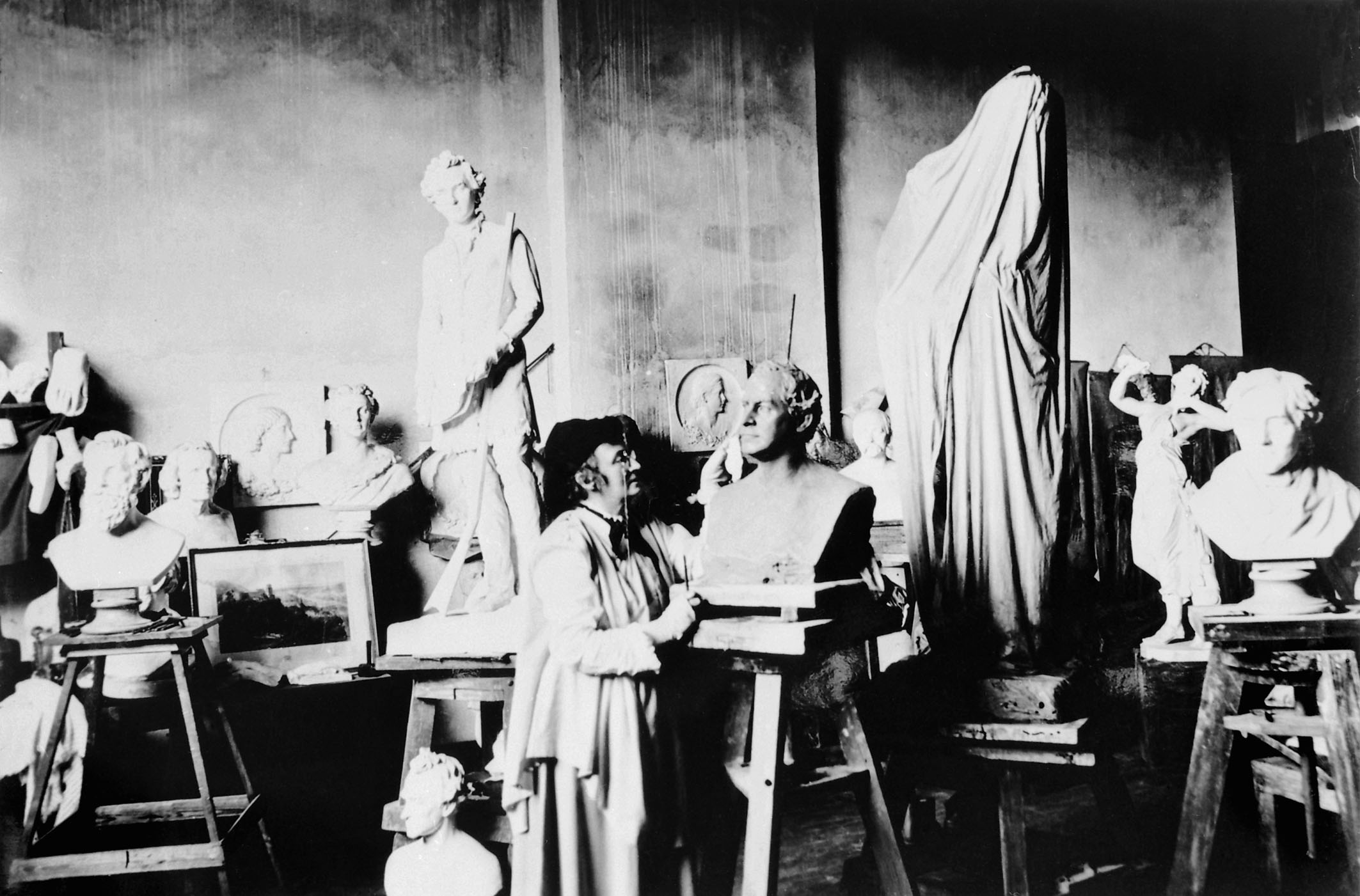
Елізабет Ней у студії Формоза, фото 1875 року.

Елізабет Ней померла 29 червня 1907 року в Остіні. Едмунд Монтгомері пережив дружину на чотири роки й був похований в одній могилі з нею в Liendo Plantation.
Студію Формоза придбала Елла Денсі Дібрел. Шануючи традиції благодійності, Елла Денсі Дібрел заповідала твори мистецтва студії Техаськомц університету при умові збереження їх в колишній студії. 1911 року Елла Денсі та її прибічники-меценати створили в Техасі асоціацію образотворчих мистецтв (так званий артхаус). Студія Формоза функціонує як Музей Елізабет Ней. З 1941 року місцева влада міста Остін опікується музейно-меморіальним закладом Елізабет Ней.

## Вибрані твори
- «Йоган Адам Ней», портрет батька
- «Портрет матері Анни Елізабет»
- «Леді Макбет», за п'єсою Шекспіра

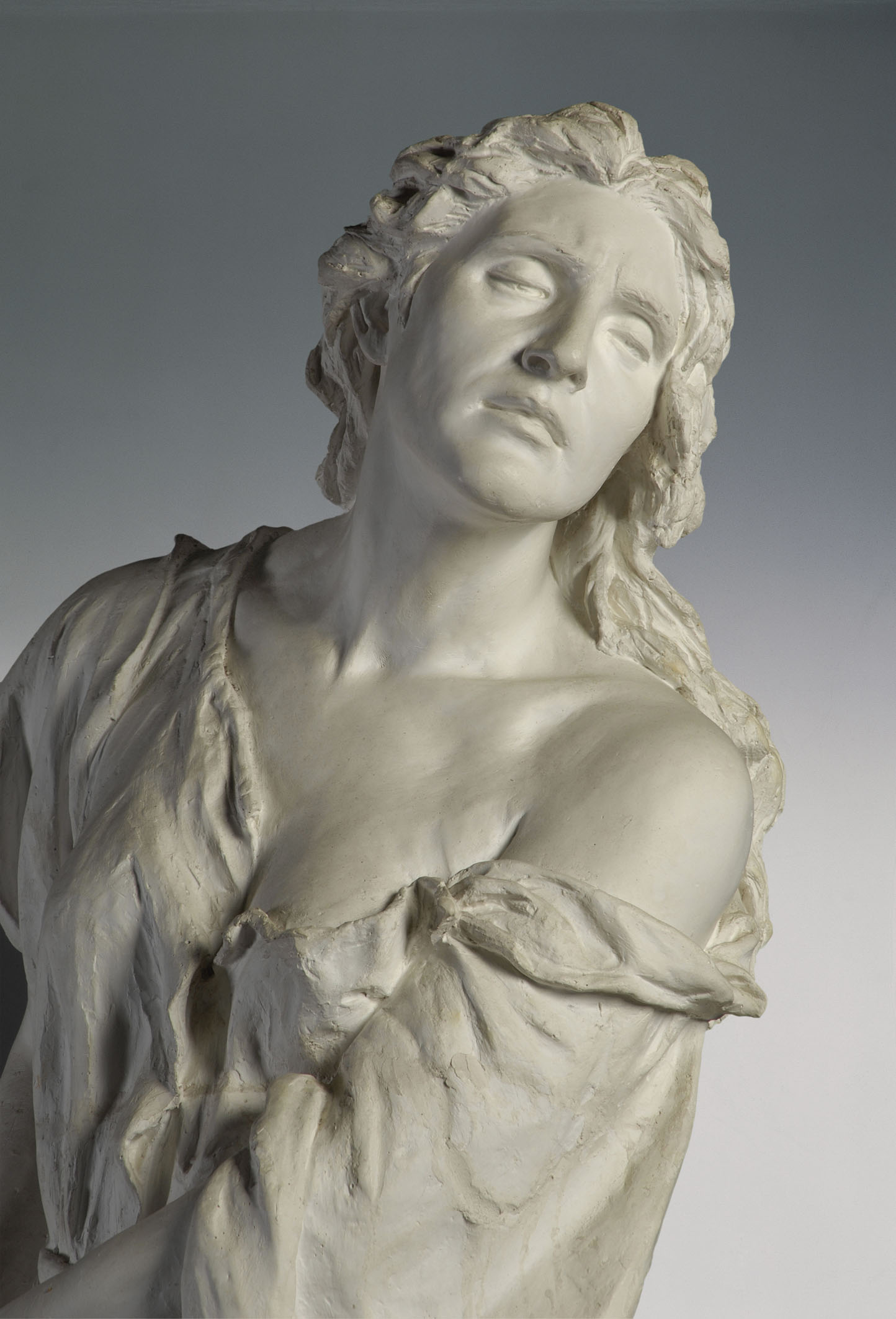
«Леді Макбет», за п'єсою Шекспіра

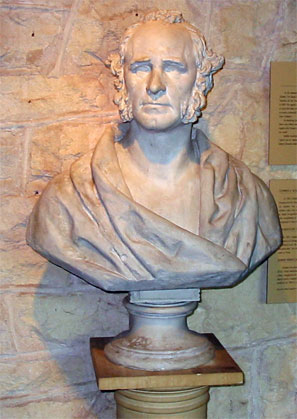
«Сем Хьюстон», погруддя, Музей Елізабет Ней, Техас.

- «Едмунд Монтгомері», погруддя, 1863 р.
- «Автопортрет», варіанти
- «Артур Шопенгауер», філософ
- «Герман Вейс»
- «Св. Себастьян»
- «Якоб Грімм», збирач німецьких казок
- «Александер фон Гумбольдт», науковець
- «Джузеппе Гарібальді», національний герой Італії
- «Прометей прикутий»
- «Ріхард Вагнер», композитор
- Козіма фон Бюлов, дружина Вагнера і донька Ференца Ліста
- «Отто фон Бісмарк», канцлер Пруссії
- «Йозеф Йоахим», композитор
- «Король Георг V Ганноверський», погруддя
- «Вальтер фон Платенберг»
- «Король Людвиг ІІ»
- «Амалія Вайс Йоахим»
- «Йоганна Рунге»
- «Юлія Рунге»
- «Бенедетта Тобіна»
- богиня «Іріс», велика за розміром скульптура
- «Меркурій», велика за розміром скульптура
- «Стефан Остін» у повний зріст, 1905 р.
- «Сем Хьюстон», погруддя
- «Юстус Мозер»
- «Тома Тейлор»
- «Френсіс Р. Лаббок», губернатор
- «Паула Ебберс»
- «Маргатет Роза Рунге»
- «Елен Марр Кірбі»
- «Альберт Сидни Джонстон», бригадний генерал армії конфедератів
- «Шнерр меморіал»
- «Христос», погруддя